# The Duskfall
The Duskfall ist eine Melodic-Death-Metal-Band aus Luleå, Schweden. Hauptmerkmal für die Musik der Band ist die Mischung aus intensiven Gitarrensoli, Power-Metal-Melodien und Death-Metal-/Thrash-Metal-Riffs.

## Bandgeschichte
Die Band wurde 1999 vom Gitarristen Mikael Sandorf gegründet, nachdem sich seine alte Band Gates of Ishtar aufgelöst hatte. In den Anfangsjahren hatte die Band, die ursprünglich „Soulash“ hieß, mit mehreren Besetzungswechseln zu kämpfen. Erst als Sandorf seinen ehemaligen Bandkollegen Oskar Karlsson als Schlagzeuger verpflichten konnte, stabilisierte sich die Besetzung.
Im Sommer 2001 erschien mit Deliverance die erste Demo der Band. Kurze Zeit später unterzeichnete die Band einen Plattenvertrag beim griechischen Label Black Lotus Records. Im Frühjahr 2002 wurde das Debütalbum Frailty aufgenommen. Mit Daniel Bergstrand konnte ein renommierter Produzent verpflichtet werden, der schon für Bands wie In Flames und Meshuggah gearbeitet hat. Nach der Veröffentlichung von Frailty schloss sich mit Joachim Lindbäck ein zweiter Gitarrist der Band an.
Wieder ging die Band in Bergstrands Dug-Out-Studio, um das zweite Album Source aufzunehmen. Source wurde im Dezember 2003 veröffentlicht und erhielt europaweit glänzende Kritiken. Das Besetzungskarussel drehte sich weiter: Kaj Molin und Joachim Lindbäck verließen die Band. Mit Antti Lindholm und Marco Eronen konnte jedoch schnell Ersatz gefunden werden.
Im Folgejahr konnte die Band einen Vertrag bei Nuclear Blast unterschreiben. Im Herbst 2005 erschien mit Lifetime Supply of Guilt das dritte Album von der Band. Am gleichen Tag veröffentlichte Nuclear Blast eine Doppel-CD mit den beiden bei Black Lotus erschienen Vorgängeralben, die jeweils um drei Demoaufnahmen ergänzt wurden.
Im September 2006 verließ Marco Eronen die Band, da er sich auf seine Band Raised Fist konzentrieren wollte. Er wurde durch Matte Järnil ersetzt. Am 26. Oktober 2007 wurde das aktuelle Album The Dying Wonders of the World veröffentlicht.
Im August 2008 gab die Band, aufgrund des Abgangs von Gitarrist Mikael Sandorf, ihre Auflösung bekannt. Mikaels Kommentar zu seiner Entscheidung:

„Für mich ist die Zeit gekommen, nach 9 Jahren The Duskfall zu verlassen. Über diese Entscheidung habe ich seit einer langen Zeit geatmet, geschlafen und nachgedacht. Ich habe mit dem Rest der Jungs viele gute und freudige Zeiten durchlebt, aber diese Band am Leben zu halten, hat meinem Privatleben einige Opfer abverlangt. Ich fühle, dass wir es geschafft haben, vier großartige Alben zusammen zu schreiben und aufzunehmen, aber für mich ist es jetzt Zeit, weiterzugehen. Ich möchte jedem danken, der an dieser Reise mitgewirkt hat, ganz besonders all den Fans, die uns in jenen Jahren unterstützt haben! Ihr seid großartig! Ich fühle mich, als ob um die nächste Ecke eine Menge Kreativität wartet und habe bereits Pläne, was als nächstes kommt; seid also geduldig und haltet euch bereit für mein nächstes Abenteuer. Liebe // Mike“

2014 gab die Band auf einer neueingerichteten Facebook-Seite ihre Wiedervereinigung bekannt. Es ist jedoch nur Gitarrist Mikael Sandorf übrig geblieben, die restlichen Mitglieder sind neu ausgewählt. Sänger der Band ist Magnus Klavborn, ehemaliger Sänger der Band Engel.

## Diskografie

### Alben
- 2002: Frailty
- 2003: Source
- 2005: Lifetime Supply of Guilt
- 2005: Frailty and Source (Wiederveröffentlichung)
- 2007: The Dying Wonders of the World
- 2014: Where the Tree Stands Dead

### Demos und EPs
- 2001: Deliverance (Demo)

### Videos
- 2007: Shoot it In (lief auf einem spielinternen Fernseher im Videospiel The Darkness)